# Maciek
Maciek (* 24. März 1993 in Kwidzyn als Maciej Świętosławski) ist ein Sänger, Gitarrist und Songschreiber aus Hannover.

## Geschichte
Mit zwölf Jahren kam der in Polen geborene Singer-Songwriter Maciek nach Deutschland. Sein Debütalbum Maciek erschien 2016 beim hannoverschen Label Magic Mile Music. Die zwölf englischsprachigen Songs auf dem Album schrieb Maciek gemeinsam mit Robin Mügge und nahm die Lieder zusammen mit Denis Stadermann (Bass), Marvyn Korten (Schlagzeug) und Vincent Heller (Gitarre) auf.
2019 nahm Maciek an der neunten Staffel der TV-Castingshow The Voice of Germany teil. In der Gruppe seines Coaches Mark Forster schied er in den Sing-Offs (Viertelfinale) aus.
2020 erschien Macieks Single Passing Time beim Label Magic Mile Music. Das zugehörige Musikvideo mit der Tänzerin Cara Rother wurde von André Schlechte realisiert. Im gleichen Jahr nahm Maciek an der zehnten Staffel von The Voice of Germany teil und scheiterte erneut in den Sing-Offs.

## Diskografie

### Alben
- 2016: Maciek

### Singles
- 2020: Passing Time